# Скляров, Анатолий Андреевич
Анатолий Андреевич Скляров (1915—1980) — участник Великой Отечественной войны, командир дивизиона 492-го миномётного полка (38-я армия, Воронежский фронт) капитан. Герой Советского Союза.

## Биография
Родился 23 июля 1915 года в станице Синявская области Войска Донского (ныне село Неклиновского района Ростовской области) в семье крестьянина. Русский.
Окончил 7 классов. Работал помощником машиниста на одном из заводов в городе Таганроге Ростовской области.
В Красной Армии с 1936 года. Участник освободительного похода советских войск в Западную Украину 1939 года и советско-финской войны 1939—1940 годов. Окончил Краснодарское артиллерийско-миномётное училище в 1941, а также КУКС командиров батарей.
В действующей армии с июля 1942 года. Член КПСС с 1942 года.
Командир дивизиона миномётного полка капитан Скляров в бою 28 сентября 1943 года на левом берегу Днепра у села Сваромье (Вышгородский район Киевской области, ныне не существует) огнём орудий обеспечил переправу стрелковых подразделений через реку. 2 октября организовал форсирование Днепра дивизионом с орудиями. 5 октября дивизион на плацдарме отразил 4 контратаки, уничтожил миномётную батарею и большое количество гитлеровцев.
Указом Президиума Верховного Совета СССР «О присвоении звания Героя Советского Союза генералам, офицерскому, сержантскому и рядовому составу Красной Армии» от 10 января 1944 года за «образцовое выполнение боевых заданий командования на фронте борьбы с немецко-фашистскими захватчиками и проявленные при этом отвагу и геройство» с вручением ордена Ленина и медали «Золотая Звезда». Награждён орденом Ленина, орденами Отечественной войны 1 и 2 степеней, Красной Звезды и медалями.
После войны продолжал службу в армии. В 1957 году окончил Центральные артиллерийские офицерские курсы. С 1960 года — полковник Скляров — в запасе.
Жил и работал в городе Черкассы, где умер 19 августа 1980 года.